# Baureihe 232
Oorspronkelijk gebouwd vanaf 1970 in de toenmalige Sovjet-Unie zijn deze locomotieven van de zogenaamde Baureihe 130 (DB AG: 230), BR 131 (231), BR 132 (232, 233, 234 en 241) en BR 142 (242) naar de DDR geïmporteerd en in dienst gesteld bij de Duitse spoorwegen. Dit type locomotieven (3000pk 120km/h) heeft als bijnaam Ludmilla, naar de werkplaats in Leipzig.
De RN232 (RN staat voor Railion Nederland, tegenwoordig DB Schenker Rail) is een serie van twaalf stuks locomotieven die zijn omgebouwd voor het uitvoeren van goederenvervoer in Nederland, en ook tussen Nederland en Duitsland. Overigens komen deze locs sinds juni 2011 structureel niet meer in Nederland.

## Geschiedenis
De 232'ers zijn als V300 door de Oekraïense Lokomotivfabrik Luhansk te Loehansk gebouwd in samenwerking met de Deutsche Reichsbahn als doorontwikkeling van de vanaf 1966 aan de DDR geleverde V200 later BR120 Taiga trommel. De leverserie is in de tijd duidelijk in groepen verdeeld om zo een einde te maken aan de type-wildgroei binnen de V300 serie. De V300 werd in het begin geleverd als 140km/h snelle goederenloc die als universeel machine geleverd had moeten worden, dit door het ontbreken van de gevraagde verwarmingsgenerator voor de boordspanning in het personenvervoer.
Later na de Duitse eenwording (Wende) is het Ludmilla verhaal van de BR232, 234, 241, 232.9 pas actueel geworden voor het westelijk deel van Duitsland en in Nederland met de komst van de BR241 en de BR232.9-serie naar Oberhausen.

### In Nederlandse dienst

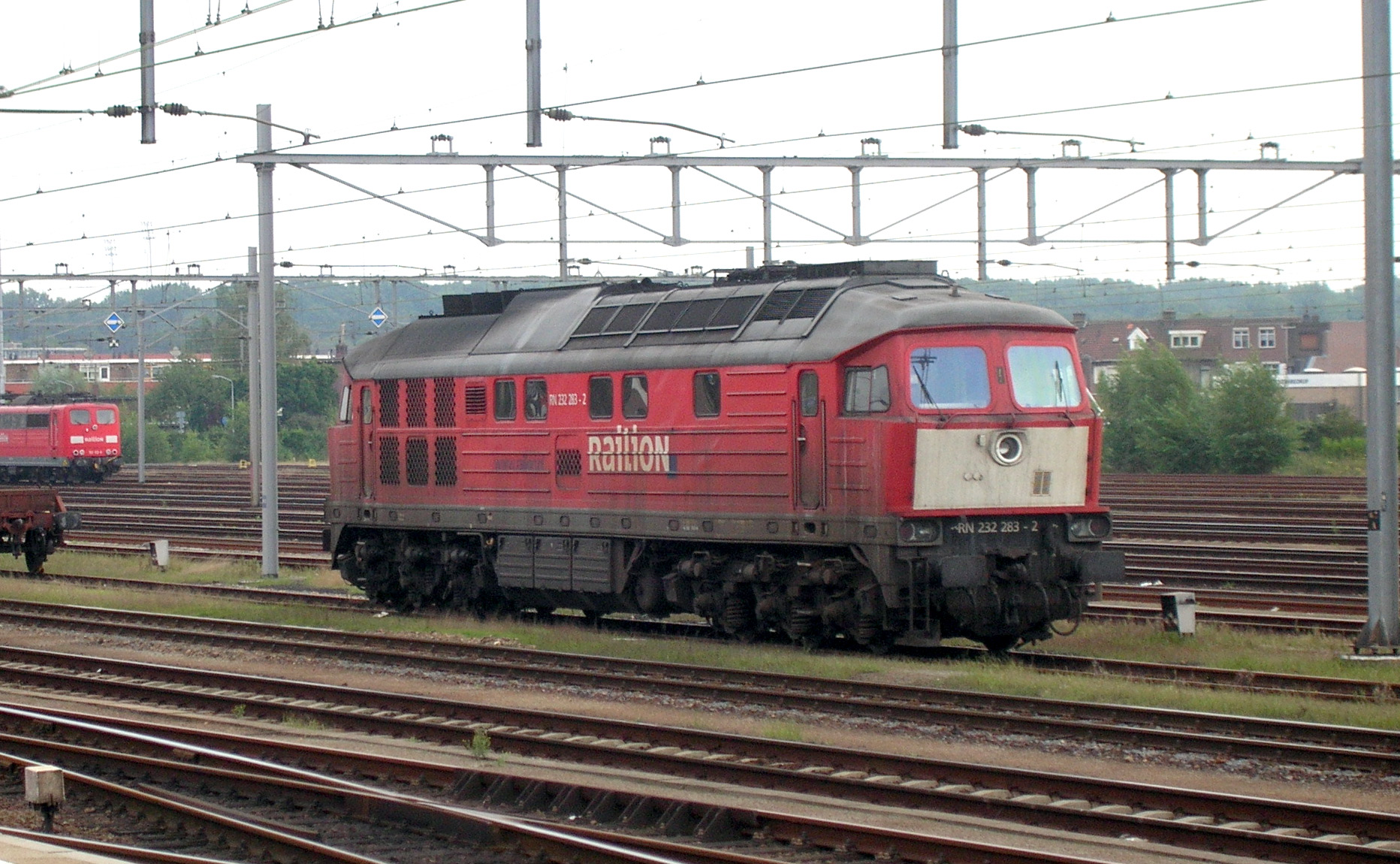
Railion 232 283 te Venlo

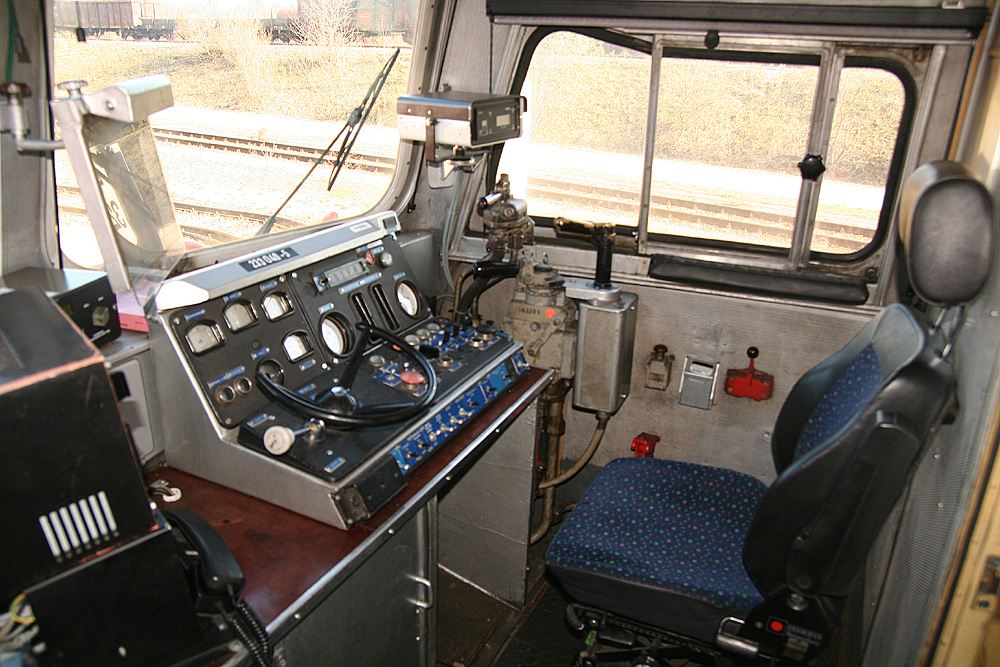
Interieur van de cabine

Na de opdeling van de NS verkocht het toenmalige NS-Cargo e-locs van het type 1600 aan NS Reizigers waarvoor toen Railion (voormalig NS Cargo) twaalf diesellocs van de DB kocht; dit waren vier 'normale' 232's en acht locs uit de deelserie 232.9, die uit overbodige 234-locs zijn ontstaan.
De twaalf locs in Nederlandse dienst zijn: RN 232 109-9, RN 232 201-4, RN 232 241-0, RN 232 283-2, RN 232 901-9, RN 232 902-7, RN 232 903-5, RN 232 904-3, RN 232 905-0, RN 232 906-8, RN 232 908-4, RN 232 909-2. Van nummer RN 232 904-3 is door de modelspoorfabrikant Märklin een model gemaakt, alsmede van het nummer RN 232 909-2 door de firma Roco.

## Onderhoud
Als toegewezen hoofd-onderhoudswerkplaats, die gespecialiseerd is in Ludmilla’s, is op dit moment depot Cottbus, hier wordt al het revisie-, grootonderhouds- en het gespecialiseerde reparatiewerk uitgevoerd aan alle nog rijdende Ludmilla’s. Het klein onderhoud en de servicewerkzaamheden zijn verdeeld over meerdere kleine BW’s in Duitsland waarbij de locomotieven die in het Duitse Ruhrgebied rondrijden zijn ingedeeld bij depot Oberhausen Osterfeld.
In dit overzicht staan eveneens treinen van de Deutsche Bundesbahn (DB) en van de Deutsche Reichsbahn (DR)